# Diocesi di Condom

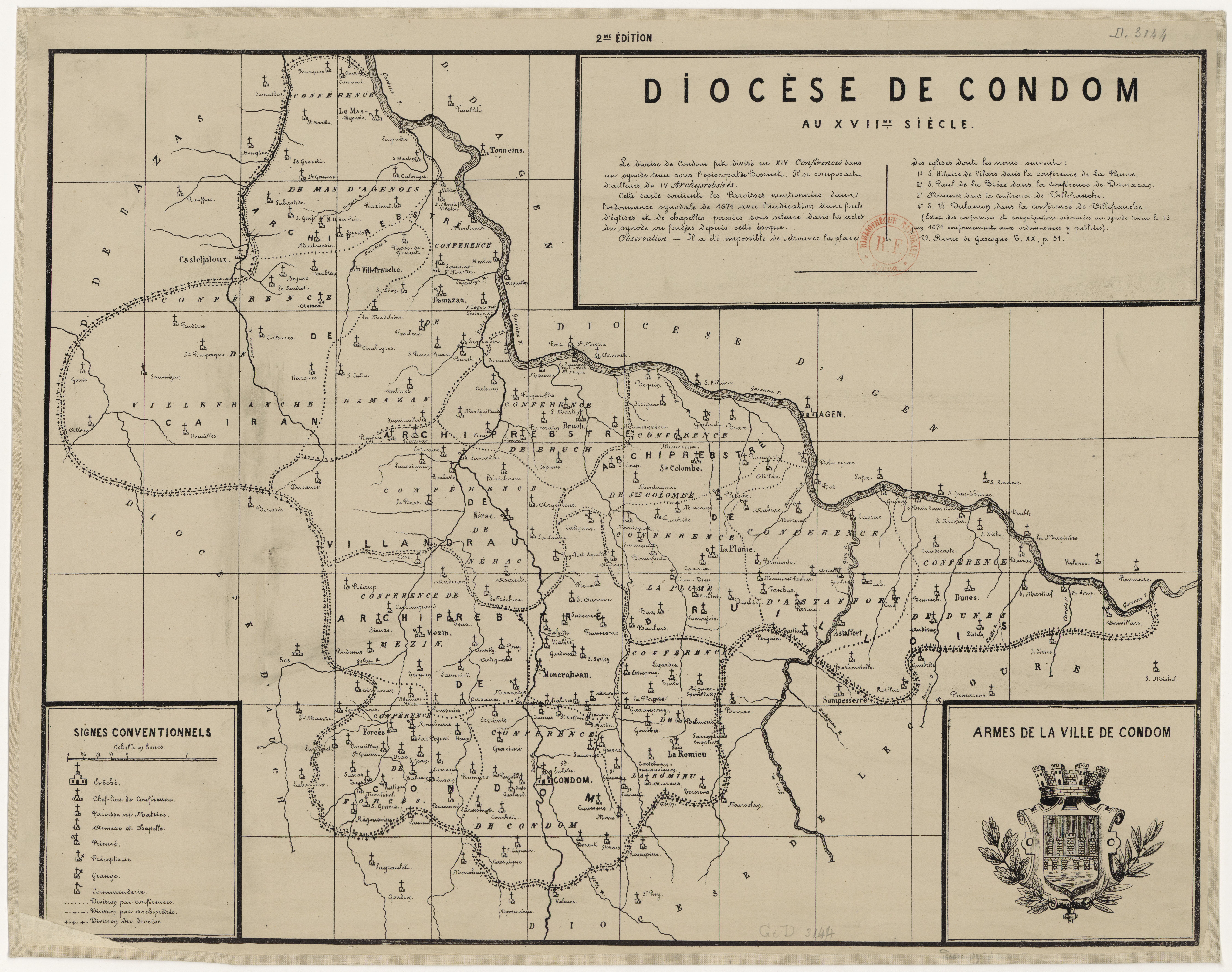
Mappa della diocesi di Condom nel XVII secolo.

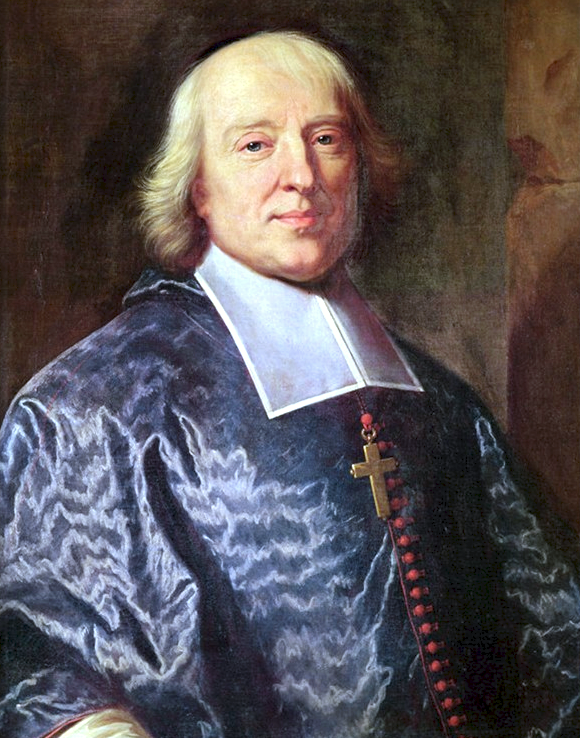
Il vescovo Jacques-Bénigne Bossuet.

La diocesi di Condom (in latino: Dioecesis Condomiensis) è una sede soppressa della Chiesa cattolica.

## Territorio
La diocesi di Condom si estendeva a sud della Garonna. Era delimitata a nord dalla diocesi di Agen, a sud-est da quella di Lectoure, a sud-ovest dall'arcidiocesi di Auch e a ovest dalla diocesi di Bazas.
Sede vescovile era la città di Condom nell'odierno dipartimento francese del Gers, dove fungeva da cattedrale la chiesa di San Pietro.
Era divisa in quattro arcidiaconati: Condom, Bruilhois, Villefranche e Nérac. Nel 1763 comprendeva circa 140 parrocchie.

## Storia
La diocesi di Condom trae la sua origine da un'antica abbazia, le cui origini sono oscure. Di certo, dopo le incursioni normanne nella regione (metà del IX secolo) o più probabilmente dopo quelle saracene della prima metà del X secolo, sulle rovine di un monastero fu eretto un nuovo cenobio la cui chiesa era dedicata a san Pietro, ricostruito nuovamente nel 1041 ed affidato ai Benedettini. Successivamente l'abbazia si arricchì di donazioni e privilegi, confermati dai papi.
La diocesi di Condom fu eretta il 13 agosto 1317 con la bolla Salvator noster di papa Giovanni XXII, ricavandone il territorio dalla parte meridionale della diocesi di Agen a sud della Garonna. La chiesa di San Pietro divenne la cattedrale della diocesi, suffraganea dell'arcidiocesi di Bordeaux. Primo vescovo fu anche l'ultimo abate, Raymond de Galard.
Uno dei più grandi vescovi, Jean Marre, ricostruì la cattedrale e molte chiese diocesane, che erano andate distrutte durante la Guerra dei Cent'Anni, che fu causa di enormi danni, morali e materiali, per la giovane diocesi. Pubblico un Enchiridion, manuale di dottrina cristiana ad uso del clero della sua diocesi.
Altre distruzioni e massacri furono operati durante le guerre di religione ad opera degli Ugonotti e delle rappresaglie degli eserciti cattolici. La cattedrale fu salvata dalla distruzione grazie ad un ingente riscatto pagato dai cittadini.
Altra figura di grande vescovo fu quella di Bossuet, che dette disposizioni per una riforma morale e spirituale della diocesi, in particolare sulla disciplina ecclesiastica, sull'obbligo della residenza per i preti e dell'insegnamento catechetico. Nel giugno 1671 convocò un sinodo diocesano, in seguito al quale furono pubblicate tre Ordinanze di riforma. Suddivise inoltre la diocesi in conferenze, raggruppate a loro volta in quattro arcidiaconati. Alla fine lo stesso Bossuet, non potendo sottostare all'obbligo della residenza che chiedeva ai suoi preti, a causa dei suoi molti impegni, dette le dimissioni nell'ottobre 1671.
La diocesi fu soppressa in seguito al concordato con la bolla Qui Christi Domini di papa Pio VII del 29 novembre 1801 e il suo territorio fu incorporato in quello della diocesi di Agen. Con la restaurazione dell'arcidiocesi di Auch nel 1822, la maggior parte del territorio dell'antica diocesi si trovò a far parte del territorio della nuova sede.
Il 29 giugno 1908 con il decreto Romanos Pontifices della Sacra Congregazione Concistoriale agli arcivescovi di Auch fu riconosciuto il titolo di vescovi di Condom.

## Cronotassi dei vescovi
- Raymond de Galard, O.S.B. † (13 agosto 1317 - 23 marzo 1340 deceduto)
- Pierre de Galard, O.S.B. † (25 ottobre 1340 - 1369 deceduto)
- Bernard Alamand † (3 dicembre 1369 - 9 marzo 1401 deceduto)
- Hugues Raimbaud † (1401 - 11 ottobre 1405 deceduto)
- Anonimo † (1405 - 1408)
- Aymeric Noël, O.S.A. † (10 marzo 1408 - 23 agosto 1419 nominato vescovo di Castres)
- Pierre Assalbit, O.E.S.A. † (23 agosto 1419 - 8 gennaio 1421 nominato vescovo di Alet)
- Jean Coursier † (8 gennaio 1421 - 1454 deceduto)
- Guillaume d'Étampes † (18 marzo 1454 - dopo il 1458)
- Guy de Montbrun † (14 aprile 1461 - 1485 o 1486 deceduto)[2]
- Antoine de Pompadour † (15 dicembre 1486 - 11 ottobre 1496 deceduto)[3]
- Jean Marre † (23 gennaio 1497 - 13 ottobre 1521 deceduto)
- Hérard de Grossoles-Flamarens † (19 ottobre 1521 - dopo il 19 febbraio 1544 deceduto)
- Charles de Pisseleu † (15 giugno 1545 - 1564 deceduto)
- Robert de Gontaut-Biron † (6 luglio 1565 - 25 agosto 1569 deceduto)
- Jean de Monluc † (11 dicembre 1570 - 1581 dimesso)
- Jean du Chemin † (1581 succeduto - 1616 deceduto)
- Antoine de Coues † (1616 succeduto - 1647 dimesso)
- Jean d'Estrades † (10 febbraio 1648 - 1658 dimesso)
- Charles-Louis de Lorraine † (10 novembre 1659 - 1º giugno 1668 deceduto)
- Jacques-Bénigne Bossuet † (2 giugno 1670 - ottobre 1671 dimesso)
- Jacques de Goyon de Matignon † (22 febbraio 1672 - 1693 dimesso)
- Mathieu Ysoré d'Hervault † (26 ottobre 1693 - 22 dicembre 1693 nominato arcivescovo di Tours)
- Louis Milon † (22 dicembre 1693 - 24 gennaio 1734 deceduto)
- Emmanuel-Henri-Timoléon de Cossé-Brissac † (19 dicembre 1735 - 26 agosto 1757 deceduto)
- Louis-Joseph de Montmorency-Laval † (13 marzo 1758 - 2 novembre 1760 dimesso)[4]
- Étienne-Charles de Loménie de Brienne † (15 dicembre 1760 - 10 marzo 1763 dimesso)[5]
- Alexandre-César d'Anterroches † (16 maggio 1763 - 28 gennaio 1793 deceduto)
  - Sede vacante (1793-1801)
  - Sede soppressa